# Bodschnurd (Verwaltungsbezirk)
Bodschnurd (persisch شهرستان بجنورد) ist ein Schahrestan in der Provinz Nord-Chorasan im Iran. Er enthält die Stadt Bodschnurd, welche die Hauptstadt des Verwaltungsbezirks ist. 

## Demografie
Bei der Volkszählung 2016 betrug die Einwohnerzahl des Schahrestan 324.083. Die Alphabetisierung lag bei 87 Prozent der Bevölkerung. Knapp 72 Prozent der Bevölkerung lebten in urbanen Regionen.
| Zensusjahr | Einwohnerzahl |
| ---------- | ------------- |
| 2011       | 306.862       |
| 2016       | 324.083       |